# Корнелюк Дмитро Пилипович
Дмитро Пилипович Корнелюк (2 жовтня 1934, Волинська обл., Старовижівський район (нині Ковельський), с. Секунь, хутір Машів — 20 жовтня 2022, Волинська обл., Ковель, Україна) — український релігієзнавець, письменник,  філософ, педагог, громадський діяч та волинський історик-краєзнавець, член Національної спілки краєзнавців України, ініціатор і організатор запровадження у школах Волинської області уроків християнської етики, почесний житель Ковельщини. Відомий своєю активною діяльністю у духовному, культурному та інтелектуальному житті Волині та всіє України, автор понад 15 книжок.

## Життєпис

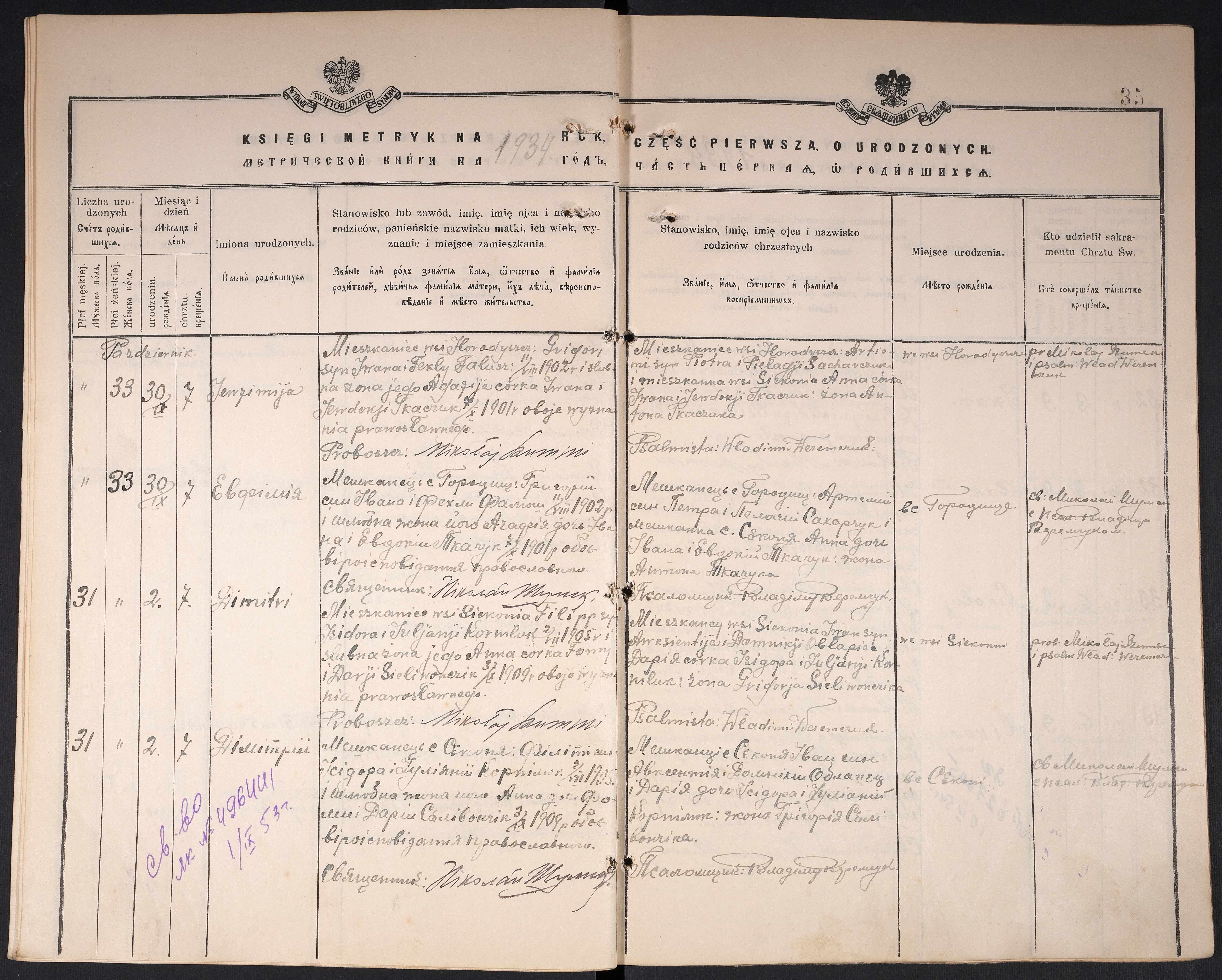
Запис у метричній книзі про народження Дмитра Пилиповича Корнелюка, 1934 рік

Народився 2 жовтня 1934 року в селі Секунь (хутір Машів) Старовижівського району (нині Ковельский район Дубівської сільської громади) Волинської області  у родині селян. З малих років пізнав ціну важкої хліборобської праці, бо, щоб вижити селянській сім'ї, треба було трудитися.

## Освіта
У 1951 році закінчив семирічну школу у сусідньому селі Городищі. Після чого продовжив навчання у середній школі в с. Облапи, котру закінчив 1954 році.
З 1954 по 1955 роки — працював завідуючим у сільському клубі в селі Буцинь.
З 1955 по 1957 роки — працював у районному комісаріаті комсомолу Старовижівського району (тепер Ковельський район). Роботу поєднував із навчанням.
Закінчив фізико-математичний факультет Луцького державного педагогічного інституту ім. Лесі Українки (нині Волинський національний університет ім. Лесі Українки). Згодом удосконалював свої знання з філософії, історії, релігії та атеїзму у Київському національному університеті ім. Тараса Шевченка.

## Робота
Детально досліджував Біблію впродовж майже 50 років. За радянських часів його, як людину обізнану зі Святим Письмом, було залучено до лекційної атеїстичної роботи. По сумісництву впродовж 7 років викладав філософію, історію релігії і атеїзму та Слово Боже в університеті марксизму-ленінізму Волинського обкому КП України. 42 роки віддав освіті.
З 1957 по 1959 роки працював учителем математики і фізики Межиситської семирічної школи Ратнівського району. В 1958 році на базі цієї школи організував 8 клас (як філію) Хотишівської середньої школи. Таким чином Межиситська семирічка стала середньою. Це перша середня школа Самарівського куща.
З 1959 по 1974 роки працював директором сільських шкіл Ратнівського району, згодом — інспектором шкіл Камінь-Каширського райвно та заступником директора Ратнівської середньої школи.
У 1961 році — одружився з Оленою Сильвестрівною, котра працювала вчителькою математики.
З 1974 року Дмитро Корнелюк перебрався до міста Ковеля. Працював відповідальним секретарем товариства «Знання», заступником директора Ковельського машинобудівельного технікуму, завідуючим міським відділом освіти, потому директором школи № 8, у якій створив перший у місті шкільний історичний музей.
В 1977 році зініціював і облаштував у спустошеному храмі в с. Доротище Ковельського району музей історії релігії та атеїзму. Всі роботи були виконані на пожертви підприємств, установ і організацій м. Ковеля без використання державних коштів. «Важко повірити, що все це старання однієї людини, та ще й на громадських засадах», — наголосив на церемонії відкриття музею у жовтні 1977 року Н. А. Царенко, начальник Волинського обласного управління культури. Цим самим була врятована архітектурна пам'ятка ХVІІІ століття.

## Літературна діяльність
З 1997 року вийшов на пенсію, присвятивши себе письменницькій та журналістській діяльності.
У 1998 році стараннями Дмитра Пилиповича та за всебічної підтримки тогочасного начальника управління освіти Волинської області І. В. Дзямулича в школах області були запроваджені перші факультативні уроки християнської етики. Вони читались за програмою і навчальними посібниками Дмитра Пилиповича.
Його перу належать понад 15 книг, серед яких — «Сучасне п'ятидесятництво, його віровчення і сутність», «Релігія і нове мислення», навчальні посібники «Уроки християнської моралі» та «Основи християнської етики», науково-популярні видання: «Ковельщини славні імена», «Духовне небо Волині», «Наша віра, наша правда», «Сівачі Слова Божого Волині», «Росіяни-москалі на чужій землі» (3 видання), «Вогонь дерзання», «Русскім міром» нас бомблять і Москва, і Київ", «За України, за її волю!». У творчому доробку Дмитра Корнелюка більше сотні публікацій із релігійного краєзнавства, духовно-морального виховання.
З 2011 року — голова Волинської громадської Ради з питань національного і духовного відродження (на громадських засадах).

## Родина
- Батько Пилип Сидорович Корнелюк
- Мати Ганна Хомівна Корнелюк
- Сестра Юлія Пилипівна Корнилюк (при отриманні паспорта в прізвищі зробили помилку, записавши через «и»), живе в селі Секунь
- Дружина Олена (Галина) Сильвестрівна Корнелюк
- Діти
  - Олег (13.11.19…)
  - Ігор (21.11.1968).
- Онуки:
  - Ірина (09.02.1987),
  - Дмитро (07.03.1990),
  - Данко (25.10.2007).
- Правнуки: Уляна, Еліна, Лея.